# Almeida (Kolumbia)
Almeida – miasto w Kolumbii, w departamencie Boyacá.